# Schloss Thangelstedt

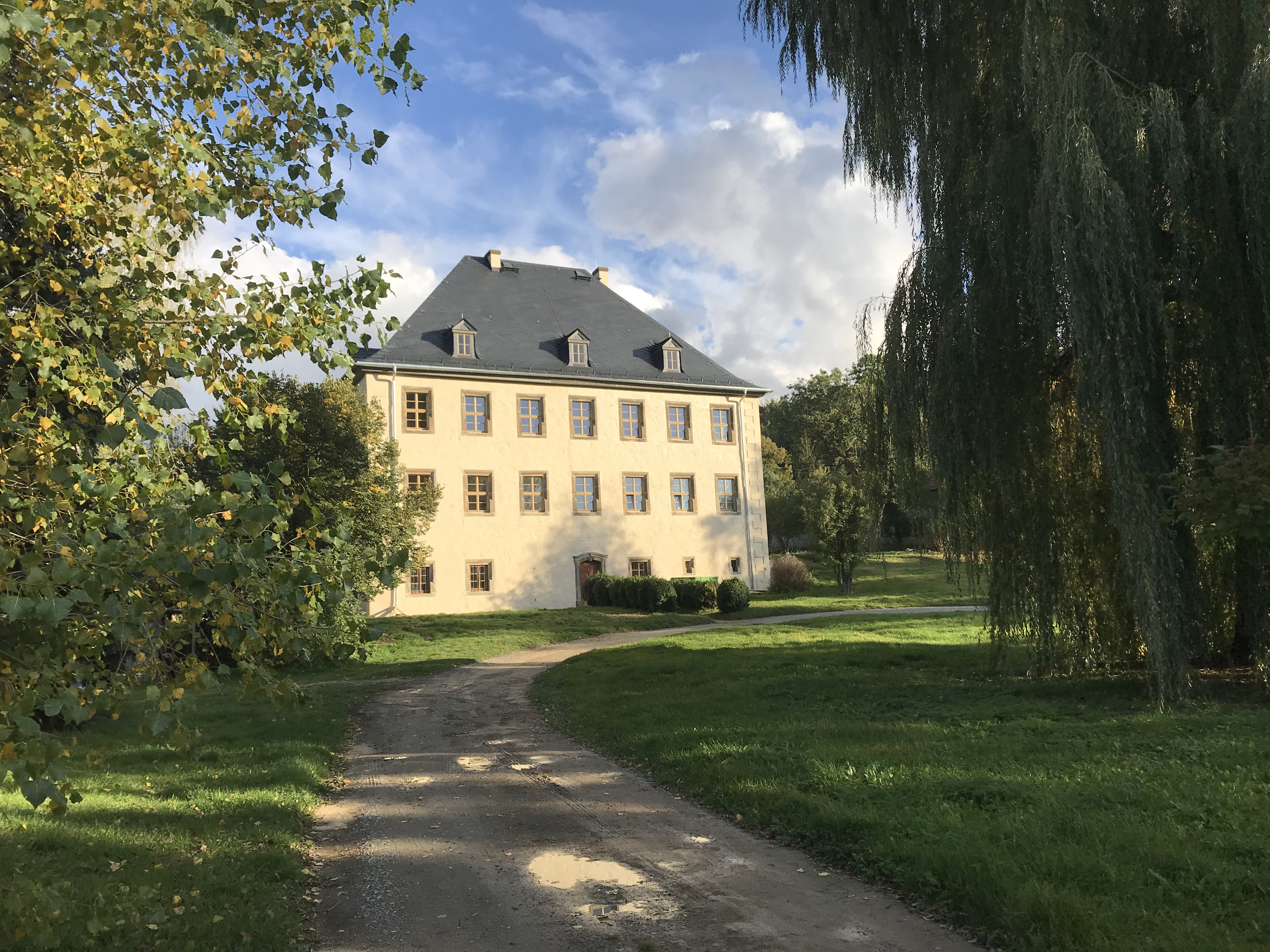
Schloss Thangelstedt, Einfahrt zum Haus (2020)

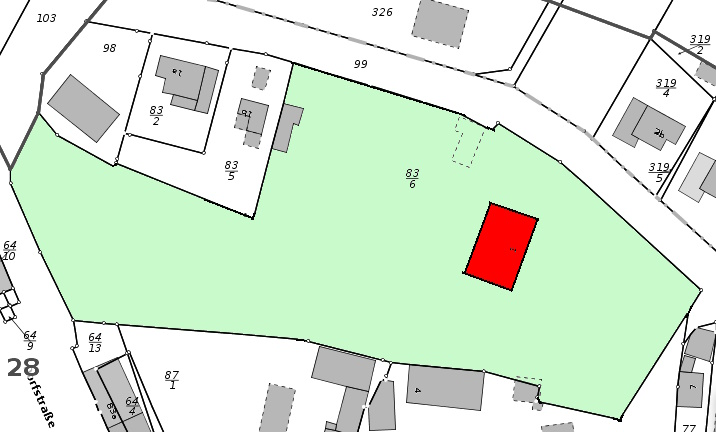
Lageplan

Schloss Thangelstedt bezeichnet ein ehemaliges Herrenhaus im Thangelstedt, Dorfstraße 1, einem Ortsteil von Blankenhain im Landkreis Weimarer Land, Thüringen. Es ist in der Liste der Kulturdenkmale in Blankenhain als Einzeldenkmal ausgewiesen und steht somit unter Denkmalschutz.

## Architektur
Es handelt sich um ein großes Gutshaus mit einem rechteckigen Grundriss in Hanglage. Es hat ein Untergeschoss, das talseitig wie ein Vollgeschoss wirkt und zwei Obergeschosse. Die Außenwände bestehen aus verputztem Bruchsteinmauerwerk und haben kräftige Eckquaderungen. Die Fenster in den beiden Wohngeschossen sind an den Längsseiten über sieben Fensterachsen und an den Querseiten über drei Fensterachsen verteilt und mit profilierten Sandsteingewänden gefasst. Das Vollwalmdach ist mit Schiefer eingedeckt. Im Inneren ist der historische Zustand mit den mittelalterlichen Kellern und den Wohnräumen aus dem 17. und 18. Jahrhundert weitgehend erhalten.

## Geschichte
Historische Quellen verweisen zurück auf einen Jagdhof aus dem 10. Jahrhundert an gleicher Stelle. Im 15. Jahrhundert errichteten die Grafen von Gleichen-Blankenhain einen Vorgängerbau, zu dem die noch vorhandenen tonnen- und kreuzgratgewölbte Keller gehörten. 1488 verkaufte die Familie das offenbar zum Rittergut erhobene Anwesen an die Familie von Bünau.
1681 erwarb Christoph Friedrich von Thangel, Hochfürstlicher Rat und Jägermeister zu Weimar, das Gut für 5000 Gulden. Anschließend ließ er es durchgreifend sanieren und umbauen. Aus der Zeit stammen die symmetrisch angelegten Fassaden mit den profilierten Fenstergewänden. Innen wurden 1681/82 auf gut 120 m² Böden als Tonziegel-Gipsestrich-Intarsienböden in unterschiedlichen Mustern gefertigt. Vergleichbare Böden gibt es auf einem kleinen Treppenabsatz im Wasserschloss Kochberg sowie ähnliche in zwei Bereichen des Schlosses Friedrichswerth. 1758 wurde die innere Struktur durch Betonung der Sichtachsen mittels Doppelflügeltüren und einer zusätzlichen Innenwand leicht verändert sowie die Gauben auf das steile Walmdach aufgesetzt.
Als die Familie von Thangel im Mannesstamm 1776 abstarb war das Gut überschuldet. Der gerade volljährig gewordene und seine Herrschaft angetretene Herzog Carl August von Sachsen-Weimar-Eisenach zog das Lehen daraufhin ein. Danach wurde es den Schatullgütern des Herzogs zugeschlagen, d. h. es wurde persönliches Eigentum von Herzog Carl August, der offensichtlich einen Teil der Schulden selbst übernahm. Das Gut wurde zwischen 1776 und 1797 durch einen herzoglichen Verwalter bewohnt. Das Herrenhaus, zeitweilig als „Ansitz“ bezeichnet, aber war dem Herzog vorbehalten, der es wohl selbst nutzte, denn im Juni 1777 reparierte der Weimarer Hoftöpfermeister Johann Friedrich Nindel, sechs Öfen im Gut zu Thangelstedt. Aus diesem Jahr liegt ein kolorierter Plan der damaligen Gartenanlage vor. Bereits im Winter des Jahres berichtete Johann Wolfgang von Goethe von seinem dortigen Besuch und der Rückkehr nach Großkochberg. Herzog Carl August muss sich im Herrenhaus Thangelstedt wohl gefühlt haben, denn er ließ 1783 das Mobiliar des Herrenhauses inklusive des heute der Klassik-Stiftung Weimar gehörende, 1773 entstandene großformatige Gemälde seine Mutter Anna Amalia, seinen Bruder und ihn selbst zeigend (237 cm × 213 cm) als Erstausstattung in sein neu errichtetes Jagdhaus Gabelbach nach Ilmenau bringen. Den Rest ließ er 1784 veräußern.
Im 19. Jahrhundert wurde das Schlossgebäude von zwei Landwirten als Kornboden genutzt. Im April 1918 wurde das Anwesen von Siegfried Wilhelm Gabriel, Baron von Gross (1870–1955) erworben. Durch diesen wurden unter anderem zwei bis heute erhaltene Kachelöfen eingebaut, die von Hoftöpfer Johann Friedrich Schmidt (Töpfer) gefertigt worden waren. Nach der deutschen Wiedervereinigung erhielt die Familie von Groß das Schloss zurück und führte erste Sanierungsarbeiten durch. Nachdem sich der letzte Eigentümer dieser Familie, Daniel von Groß, 2002 in Bern das Leben nahm, gab es innerhalb der Erbengemeinschaft einen Streit um das Schloss.
2019 wurde es durch den Maschinenbauingenieur und Museumsleiter Timo Mappes erworben, der seitdem das Herrenhaus denkmalgerecht saniert und mit seiner Familie selbst bewohnt. 2023 wurde die bauzeitliche Grundrissdisposition im Innern des Objektes wieder vollständig hergestellt. Hierzu wurden zahlreiche Trockenbauwände entfernt, sieben zugemauerte Fenster wieder eröffnet und zwei im 20. Jahrhundert mit Erde verfüllte Kellerfenster wieder freigelegt. Das in den 1990ern im Innern errichtete Heizöllager wurde vollständig zurückgebaut und die durch den mittelalterlichen Kreuzgratgewölbekeller verlegten Abwasserrohre entfernt. Über 70 % der Böden des Objektes datieren aus den Jahren 1681/82 bzw. 1758. Alle sind mittlerweile behutsam restauriert. 2022 stellte die Deutsche Stiftung Denkmalschutz 20.000 € zur Restaurierung und Wiederherstellung barocker Wand- und Holzfassungen der Treppenanlage zur Verfügung. 2023 wurde das Objekt durch die Deutsche Stiftung Denkmalschutz ein weiteres Mal gefördert, um die denkmalgeschützte barocke Einfriedung zu restaurieren. Im Juli 2023 wurde Mappes wegen seines "Engagements und die handwerkliche Qualität bei der originalgetreuen Wiederherstellung des Gebäudes" mit dem Thüringischen Denkmalschutzpreis ausgezeichnet.